# 袁致道
袁致道（16世紀—17世紀），字雪里，湖廣荊州府公安縣人，明朝政治人物。

## 生平
袁致道是萬曆二十八年（1600年）庚子科湖廣鄉試舉人，授荊門州學正，敦勵名節，振興文教，士民心悅誠服，湖廣提學副使葛寅亮特別褒揚他，陞登封知縣，在任內去世，行李蕭然，士民及上級都出資協助歸葬。
袁致道在荊門州曾懲治一巨梟，對方誘以重賂，他卻不為所動，以罪狀論死入獄，他陞任登封知縣後，巨梟逃獄更名王象乾，入魏忠賢幕下為害朝紳，魏忠賢敗亡後與田爾耕同受戮於西市。

## 引用
1. 1 2  同治《公安縣志·卷六·人物志》：袁致道，字雪里，有文名，萬厯庚子舉人，就荊門教職，遷登封知縣，卒於官，蕭然無以歸，士民及上官斂金助之。其在荊門時治一梟，衿誘以重賂，怵以危言不為動，卒暴其罪狀論死繫獄，比令登封，其人逸獄出，更名王象乾，入魏璫幕，濫竽錦衣害朝紳，璫敗與田爾耕同戮西市。
2. ↑  同治《荊門直隸州志·卷七·職官志》：袁致道，公安人，袁中郎從弟，萬厯末以舉人授學正，敦勵名檢，振興文教，所舉優劣尤服士心，學使葛屺瞻甚褒之，一時科目綦甚，公之力也，陞登封知縣。